# (37915) 1998 FK101
1998 FK101 (asteroide 37915) é um asteroide da cintura principal. Possui uma excentricidade de 0.13410650 e uma inclinação de 9.84004º.
Este asteroide foi descoberto no dia 31 de março de 1998 por LINEAR em Socorro.